# یواس‌اس زیرکل (آی‌دی-۳۴۰۷)
یواس‌اس زیرکل (آی‌دی-۳۴۰۷) (به انگلیسی: USS Zirkel (ID-3407)) یک کشتی است که طول آن ۴۱۶ فوت ۶ اینچ (۱۲۶٫۹۵ متر) می‌باشد. این کشتی در سال ۱۹۱۸ ساخته شد.